# Lagotis brachystachya
Lagotis brachystachya är en grobladsväxtart som beskrevs av Carl Maximowicz. Lagotis brachystachya ingår i släktet Lagotis och familjen grobladsväxter. Inga underarter finns listade i Catalogue of Life.